# Перес дас Мариньяс, Луис
Луис Перес дас Мариньяс (исп. Luis Pérez das Mariñas, ? — 1603) — губернатор Филиппин (1593—1596).

## Биография
Был сыном губернатора и генерал-капитана Филиппин Гомеса Переса дас Мариньяса. В 1593 году его отец в глубокой тайне подготовил военную экспедицию против Молуккских островов, и лично её возглавил, а Луис был отправлен с передовым отрядом в провинцию Пинтадо. Однако на второй день после выхода основных сил китайские гребцы губернаторской галеры взбунтовались и захватили её; Гомес Перес дас Мариньяс погиб в схватке. Как только вести о гибели губернатора достигли Манилы, жители и солдаты собрались на собрание, на котором избрали временным губернатором Педро де Рохаса. Было известно, что у Гомеса Переса дас Мариньяса был королевский указ, позволяющий ему самостоятельно назначить преемника, и было известно, что губернатор такого преемника назначил, но не могли найти бумаг с волей покойного губернатора.
В связи с тем, что Манила осталась практически беззащитной, Педро де Рохас отправил Луису Пересу дас Мариньасу и завоёвывающему Минданао Эстевану Родригесу де Фигероа повеление срочно вернуться для защиты испанских владений в связи со сложившейся ситуацией. Оба прибыли на судах, полных войск, и был отдан приказ о повторном поиске бумаг покойного губернатора. На этот раз они были найдены, и было обнаружено, что своим преемником тот назвал своего сына Луиса. Видя в гавани флот Луиса и его солдат, городские власти отозвали своё признание Педро де Рохаса и избрали Луиса новым губернатором Филиппин.
Вскоре после провозглашения Луиса губернатором к Маниле подошёл большой китайский флот, якобы торговый, однако на судах было мало товаров и много людей, семеро из которых являлись правительственными чиновниками. Испанцы заподозрили, что китайцы, прослышав про уход основных испанских сил в военную экспедицию, решили захватить практически беззащитные Филиппины. Видя, однако, что Манила готова к обороне, как обычно, китайский флот ушёл домой, так и не объяснив своего появления.
В 1594 году в Манилу пришли известия о том, что король Аютии вторгся в Камбоджу, и король Камбоджи был вынужден бежать в Лаос. Находившиеся в Камбодже испанцы и португальцы проинформировали Луиса, что Камбоджу будет легко отвоевать, и это даст испанцам плацдарм на Индокитайском полуострове. В 1596 году губернатор отправил экспедицию из одного испанского корабля среднего размера и двух джонок, на которых разместилось 120 испанцев, а также некоторое количество японцев и филиппинцев. Однако, прибыв в Камбоджу, экспедиция обнаружила, что восставшие камбоджийцы уже изгнали сиамские войска, а один из лидеров повстанцев провозгласил себя новым королём. В связи с тем, что флагман отстал, солдаты с двух джонок занялись грабежом находившихся в порту китайских купцов, а потом разгромили силы нового камбоджийского короля, попутно устроив пожар в столице. Прибывший наконец в Камбоджу командующий не стал восстанавливать на троне сбежавшего в Лаос короля, а предпочёл вернуться на Филиппины.
В феврале 1596 года Эстеван Родригес де Фигероа приступил к выполнению заключённого ещё с Пересом Гомесом дас Мариньасом контракта на завоевание острова Минданао. Сам он вскоре получил тяжёлое ранение в бою и скончался, однако его преемник Хуан де ла Ксара сумел основать испанское поселение на острове.
Луис Перес дас Мариньяс ещё ожидал известий из Камбоджи и с Минданао, когда пришли известия о том, что из Испании на Филиппины следует новый губернатор Франсиско де Тельо де Гусман. В июле 1596 года он прибыл на Филиппины. Луис сдал дела новому губернатору, и стал жить частной жизнью. Он погиб в 1603 году во время восстания санглейцев.